# Konventionen om veckovila i industriarbete
Konventionen om veckovila i industriarbete (ILO:s konvention nr 14 angående veckovila i industriarbete, Convention concerning the Application of the Weekly Rest in Industrial Undertakings) är en konvention som antogs av Internationella arbetsorganisationen (ILO) den 17 november 1921 i Genève. Konventionen påbjuder att arbetstagare får en viloperiod på minst åttatimmardagen och 24 sammanhängande timmar per vecka, helst under en tidpunkt i veckan då det enligt landets traditioner faller sig naturligt att vila. Konventionen består av 15 artiklar.

## Ratificering
Konventionen har ratificerats av 119 länder.